# Erich Bartsch
Erich Bartsch, nemški general in vojaški veterinar, * 4. januar 1890, † 9. oktober 1941.